# Nocton
Nocton är en ort och civil parish  i Storbritannien.   Den ligger i grevskapet Lincolnshire och riksdelen England, i den sydöstra delen av landet, 180 km norr om huvudstaden London. Nocton ligger 21 meter över havet och antalet invånare är 622.
Terrängen runt Nocton är platt. Runt Nocton är det ganska tätbefolkat, med 108 invånare per kvadratkilometer. Närmaste större samhälle är Lincoln, 10,6 km nordväst om Nocton. Trakten runt Nocton består till största delen av jordbruksmark.